# Po (film)
Po è un film del 2016 diretto da John Asher.

## Trama
Quando la giovane moglie di David Wilson cade vittima di un cancro, egli rimane un uomo single immerso nel lavoro che aveva come unico compito quello di prendersi cura del suo unico figlio, affetto da autismo. Patric, che preferisce farsi chiamare "Po", è un bambino talentuoso, ma era molto vicino alla madre, infatti non riesce a comunicare con gli altri il suo senso di perdita. Cercando di affrontare la vita dopo la scomparsa della donna, ognuno di loro si ritira nel proprio mondo: David si ritira nel suo lavoro d'alta pressione mentre Po si allontana dalla scuola in quanto vittima di bullismo e inizia a creare intorno a sé un mondo magico, dove lui è solo un tipico ragazzo spensierato e felice. Il divario crescente fra padre e figlio minacceranno di separare David e Po definitivamente.